# Fürstenstein (Adelsgeschlecht)

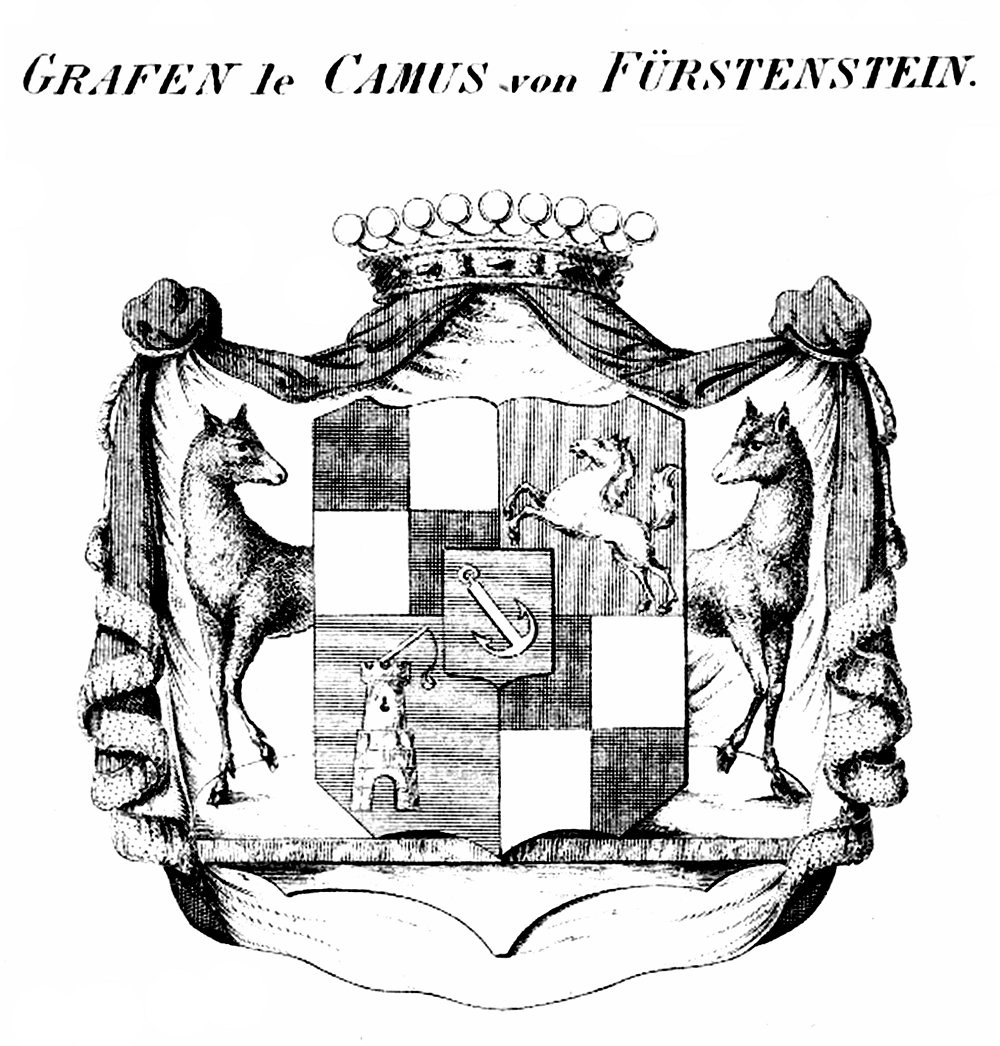
Wappen der Grafen Le Camus von Fürstenstein.

Fuerstenstein (auch Fürstenstein) des Stammes Le Camus ist der Name eines gräflichen Adelsgeschlechts aus dem ehemaligen Königreich Westphalen. Es ist benannt nach der Burg Fürstenstein an der Werra in Nord-Hessen.

## Geschichte
Im Jahr 1806 erlosch das hessische Uradelsgeschlecht Diede zum Fürstenstein mit Wilhelm Christoph Diede zum Fürstenstein, Herr zu Ziegenberg und Langenhayn (* 1732; † 1. Dezember 1807). Ein Zweig des französischen Adelsgeschlechts Le Camus wurde daraufhin vom jüngsten Bruder Napoléons, dem Westphälischen König Jérôme Bonaparte am 24. Dezember 1807 mit der Burg Fürstenstein an der Werra belehnt und am 17. April 1812 in den Grafenstand erhoben.
Das Diplom wurde am 12. Juli 1813 ausgefertigt für Pierre Alexandre le Camus, königl.-westfäl. Staatsrat und Minister-Staatssekretär des Auswärtigen.
Die preußische Anerkennung und Bestätigung des Grafenstandes nebst Wappenbesserung erfolgte am 30. April 1864 in Berlin für dessen zwei Kinder aus der Ehe mit Adelaide von Hardenberg: Adélaïde Marianne Lysinca Le Camus (* 10. Januar 1816) und Adolphe Charles Alexandre Le Camus (* 8. März 1818; † 20. Mai 1895).

### Wappen
Geviertelt und belegt mit blauem Herzschild, darin ein schräglinks gestellter silberner Anker (Stammwappen). 1 und 4 von Schwarz und Silber geviertelt († Dieden zum Fürstenstein), 2 und 3 in Rot ein rechtshin springendes silbernes Ross (Westphalen, Gnadenwappen), 7 in Blau ein silberner Zinnenturm. Den Schild deckt die Grafenkrone. Im Genealogischen Handbuch des Adels zusätzlich drei Helme. Auf dem rechten mit schwarz-silbernen Decken ein silbern-gestulpter schwarzer Spitzhut mit goldenem Knopf, der mit sechs Hahnenfedern besetzt ist, auf dem mittleren mit blau-silbernen Decken Kopf und Hals eines silbernen Löwen (StH), auf dem linken mit rot-silbernen Decken ein von rot und schwarz geteilter Flügel belegt mit goldenem Kleestengel. Schildhalter sind zwei einwärts-sehende silberne Bracken, je eine golden-gefranste Standarte haltend, die rechts in blau einen schräglinks-gestellten silbernen Anker, links in rot das silberne Pferd zeigt. Bei Siebmachers Wappenbuch sind es hinter dem Schild zur Hälfte hervorkommend jederseits eine silberne Hirschkuh, den Kopf einwärtswendend.

### Wahlspruch
Fidèle à mon roi (Treu zu meinem König).

## Persönlichkeiten
- Pierre Alexandre le Camus (1774–1824), französischer Politiker und Staatsmann
  - Adolf von Fürstenstein (1818–1895), deutscher Rittergutsbesitzer, Verwaltungsbeamter und Hofbeamter
    - ⚭ Elisabeth von Watzdorf (* 3. Oktober 1842 in Dresden; † 2. Dezember 1921 in Wiesenburge (Sachsen)), Tochter des Kurt von Watzdorf und der Louise Freiin von Hügel
    - Viktoria Gräfin von Fuerstenstein (* 11. September 1863 in Ullersdorf (Rothenburg/Oberlausitz); † 10. Juli 1949 in Djursholm (Schweden))
      - ⚭ Heinrich XXVI. Prinz Reuß jüngerer Linie (* 15. Dezember 1857 auf Schloss Neuhoff (Hirschberg/Niederschlesien); † 10. Juni 1913 in Jena)

    - Friedrich Wilhelm von Fuerstenstein (* 30. November 1867 in Ullersdorf (Rothenburg/Oberlausitz); † 24. September 1945 in Wiesenburg (Sachsen))
      - ⚭ Ellinor von Einsiedel (* 11. August 1886 in Creba (Sachsen); † 11. August 1931 in Ullersdorf), Tochter des Johann Georg von Einsiedel und der Frieda Gräfin von Westarp

  - Adélaïde Marianne Lysinca (* 10. Januar 1816; † 11. Dezember 1900) ⚭ Ludwig August von der Asseburg-Falkenstein (* 11. Januar 1796; † 24. Oktober 1869)